# Villa los Milagros
Villa los Milagros är en ort i Mexiko.   Den ligger i kommunen Tizayuca och delstaten Hidalgo, i den sydöstra delen av landet, 50 km norr om huvudstaden Mexico City. Villa los Milagros ligger 2 294 meter över havet och antalet invånare är 260.
Terrängen runt Villa los Milagros är huvudsakligen platt, men söderut är den kuperad. Runt Villa los Milagros är det ganska tätbefolkat, med 207 invånare per kvadratkilometer. Närmaste större samhälle är Ojo de Agua, 19,9 km söder om Villa los Milagros. Trakten runt Villa los Milagros består till största delen av jordbruksmark.